# Zygodon barbuloides
Zygodon barbuloides är en bladmossart som beskrevs av Brotherus och Nicolajs Malta 1926. Zygodon barbuloides ingår i släktet ärgmossor, och familjen Orthotrichaceae. Inga underarter finns listade i Catalogue of Life.